# Liste der Baudenkmäler in Hausen (bei Aschaffenburg)
Auf dieser Seite sind die Baudenkmäler in der unterfränkischen Gemeinde Hausen zusammengestellt. Diese Tabelle ist eine Teilliste der Liste der Baudenkmäler in Bayern. Grundlage ist die Bayerische Denkmalliste, die auf Basis des Bayerischen Denkmalschutzgesetzes vom 1. Oktober 1973 erstmals erstellt wurde und seither durch das Bayerische Landesamt für Denkmalpflege geführt wird. Die folgenden Angaben ersetzen nicht die rechtsverbindliche Auskunft der Denkmalschutzbehörde.
 Diese Liste gibt den Fortschreibungsstand vom 15. April 2020 wieder und enthält 10 Baudenkmäler.
In dieser Kartenansicht sind Baudenkmäler ohne Koordinaten mit einem roten bzw. orangen Marker dargestellt und können in der Karte gesetzt werden. Baudenkmäler ohne Bild sind mit einem blauen bzw. roten Marker gekennzeichnet, Baudenkmäler mit Bild mit einem grünen bzw. orangen Marker.

## Baudenkmäler
| Lage | Objekt                                   | Beschreibung | Akten-Nr.              | Bild           |
| --- | ---------------------------------------- | --- | ---------------------- | -------------- |
| Am Roßbacher Weg (Standort) | Bildstock                                | Postament mit Achteckpfeiler und Kreuzdach-Nischenaufsatz mit seitlichen Reliefs 'Kruzifix', Sandstein, bezeichnet 1626, Metallmanschette und Kreuzbekrönung modern                                                                                    | D-6-76-128-8 Wikidata  | Bildstock      |
| Am Roßbacher Weg; Auf'm Guckert; Nähe Ostringstraße; Am Weinberg; Ostringstraße; Am Rad; Auf dem Rad; Alter Nack; Ober'm Wassergraben; Im alten Nack; Ostringstraße 29 (Standort) | Kreuzweg                                 | 14 Kreuzwegstationen, verputzte Mauerblöcke mit dachförmiger Ziegelabdeckung und eiserner Kreuzbekrönung, auf der Vorderseite Mosaikbilder und darunter Stationsnumerierung, 1. Hälfte 20. Jahrhundert                                                 | D-6-76-128-9 Wikidata  | weitere Bilder |
| Alter Nack (Standort) | Kapelle                                  | unverputzter Sandsteinbau und offene Vorlaube auf Holzstützen unter gemeinsamem Satteldach, verschieferter Dachreiter mit gestreckter Zwiebelhaube und hoher Kreuzbekrönung, bezeichnet 1932                                                           | D-6-76-128-9 Wikidata  | Kapelle        |
| Am Weinberg; Ostringstraße (Standort) | Bildstock                                | Kreuztonnendach-Reliefaufsatz mit archaisch anmutenden Darstellungen 'Kruzifix', 'Madonna' und 'Maria im Kindbett'(?) jeweils in Muschelnischen, Sandstein, bezeichnet 1710, Pfeiler ersetzt                                                           | D-6-76-128-3 Wikidata  | weitere Bilder |
| Hauptstraße 42 (Standort) | Ehemalige Katholische Kirche St. Michael | Saalkirche mit eingezogenem dreiseitig schließendem Chor, Satteldach und massiver Giebelreiter mit Dreiecksgiebeln und kurzem verschiefertem Spitzhelm, Sandsteinquaderbau mit sparsamen Gliederungen, Rundbogenstil, bezeichnet 1851; mit Ausstattung | D-6-76-128-1 Wikidata  | weitere Bilder |
| Hauptstraße 72 (Standort) | Gedenkstein                              | in Form eines Bildstockes, für den an dieser Stelle plötzlich verstorbenen 25-jährigen Michael Kempf, Inschriftpostament mit Volutensäule und Kreuzdach-Nischenaufsatz, Sandstein, Neorenaissance, bezeichnet 1900                                     | D-6-76-128-6 Wikidata  | Gedenkstein    |
| Hinter dem Buchenack; Ober'm Wassergraben; Ostringstraße; Alter Nack; Am Rad; Im alten Nack (Standort)                                                                            | Bildstock                                | wohl 19. Jahrhundert, Postament mit Säule und Kreuzdach-Nischenaufsatz, drei seitliche Reliefs mit 'Kruzifix' (zweimal) und 'Cherub', eiserne Kreuzbekrönung, Sandstein, 17. Jahrhundert                                                               | D-6-76-128-11 Wikidata | weitere Bilder |
| Kirchhöhe (Standort) | Kapelle                                  | kleiner Satteldachbau auf rechteckigem Grundriss, Mauerwerk verputzt mit Werksteinrahmungen, Rundportal bezeichnet 1754, hölzerne Vorlaube neu | D-6-76-128-10 Wikidata | weitere Bilder |
| Kirchplatz 5 (Standort) | Gefallenendenkmal                        | Namenstafeln der Gefallenen des Ersten und Zweiten Weltkriegs, und bekrönende Pietà, Steinguß(?), 1927 | D-6-76-128-5 Wikidata  | weitere Bilder |
| Kleinwallstädter Weg; Ober'm Katzenrain (Standort) | Bildstock                                | Achteckpfeiler mit Kreuzdach-Nischenaufsatz, Sandstein, bezeichnet 1725 | D-6-76-128-7 Wikidata  | weitere Bilder |
| Quellenstraße 1 (Standort) | Bildstock                                | | D-6-76-128-2 Wikidata  | Bildstock      |